# Abordagem

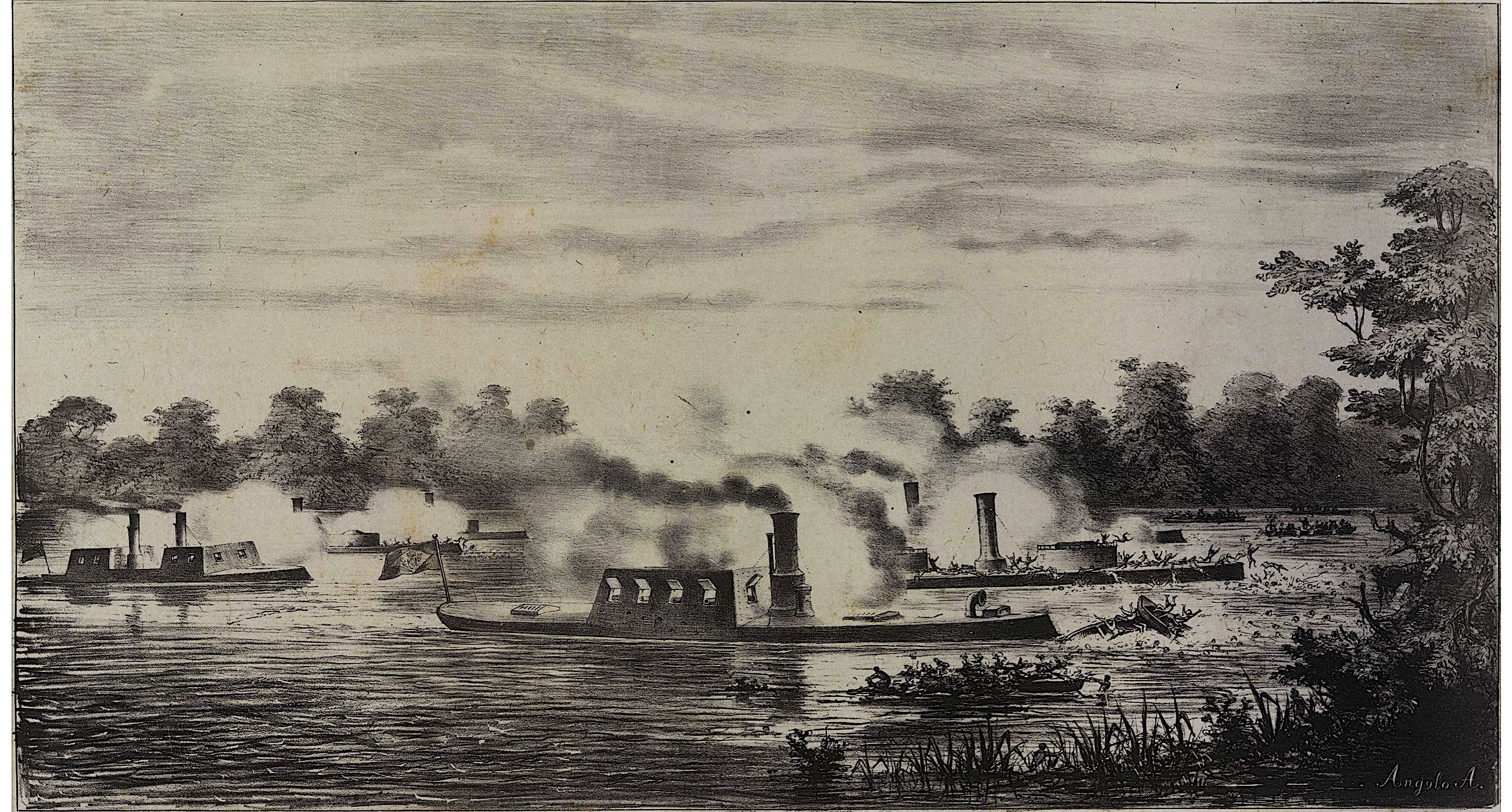
Episódio da Guerra do Paraguai, ocorrido madrugada de 2 de março de 1868, em que os paraguaios, em canoas, tentaram dar abordagem aos couraçados Cabral e Lima Barros.

Abordagem é uma tática naval de combate, quando duas ou mais naves se aproximam uma das outras para que seus combatentes de uma delas ou das demais, simultaneamente, entrem em combate corpo a corpo. A abordagem era também utilizada pelos piratas e corsários em abordagens e pilhagem de navios para logística ou mercante, sem escolta.
Havia muitas táticas para invadir um navio. Às vezes, homens se vestiam de mulheres para que o navio fosse salvá-las, e fossem atacados. Havia vezes que eles trocavam a bandeira de pirata por uma do país correspondente ao navio que queriam abordar, e fingiam pedir socorro, quando os outros viessem ajudar, seriam abordados, roubados e muitas vezes mortos.